# Studený vrch (Hřebeny)

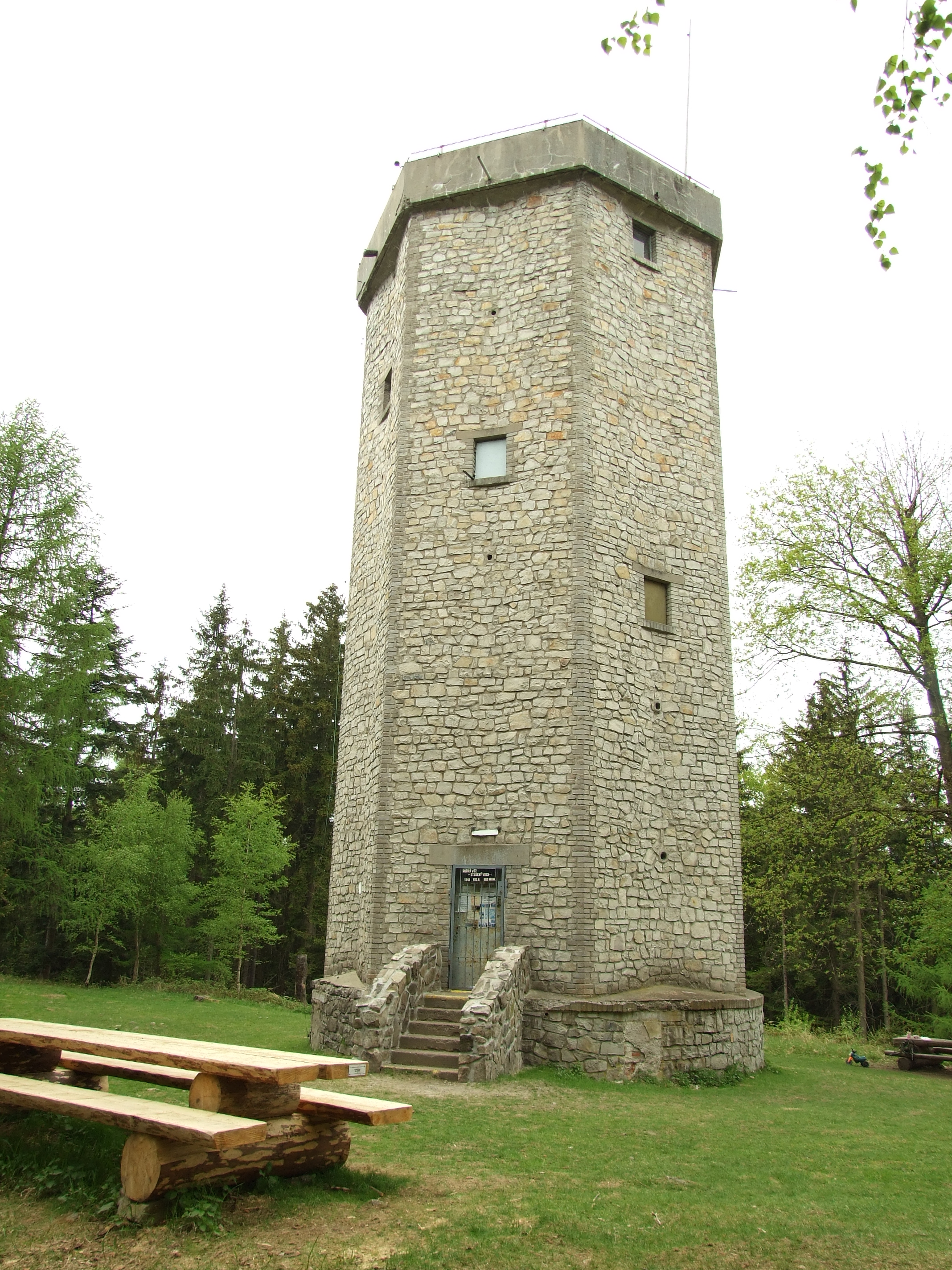
Rozhledna na Studeném vrchu

Studený vrch, dosahující nadmořské výšky 661 metrů, je nejvyšší horou pohoří Hřebeny. V širším vymezení Hřebenů je Studený vrch až druhý a nejvyšší horou je Písek (691 m), který ale podle geomorfologického členění patří do Brd.
Jeho název byl prý odvozen od studeného větru, který tu často vane.[zdroj?] Vypíná se asi 3 kilometry na jihovýchod od Hostomic v okrese Beroun; katastrálně však přísluší ke vzdálenějšímu městu Dobříš v okrese Příbram.[zdroj?] Na jeho vrcholu kopce byla v roce 1940 postavena 17,5 metrů vysoká zděná sedmiboká měřická věž, která dříve sloužila především k zeměměřickým účelům. Těchto věží bylo v Česku v minulosti postaveno celkem devět. Tato věž však byla jako jediná v poslední době[kdy?] po nezbytných opravách zpřístupněna turistům a začala se využívat jako rozhledna.

## Rozhled
Přestože věž nepřevyšuje okolní stromy a není z přilehlých oblastí ani vidět, poskytuje překvapivě hezký výhled daleko do kraje. Vystoupíme-li na její vyhlídkový ochoz po 81 schodech, uvidíme před sebou od severozápadu k severu jak se rozprostírá hlubokými lesy pokrytá Křivoklátská vrchovina, kde vyniká kopec Velíz s kaplí a vpravo od něj Krušná hora. Vpravo za ní je pak vzadu vidět vrch Louštín s telekomunikační věží. Bude-li dobrá viditelnost, spatříme na obzoru tímto směrem i hřebeny Krušných hor, přičemž nejvíce vlevo můžeme zahlédnout také nejvyšší horu Krušných hor Klínovec s rozhlednou a televizním vysílačem.
Na severu vystupuje České středohoří, kde dominuje nejvyšší kuželovitá Milešovka s věží a vlevo od ní mohutný kopec Hradišťany. Vpředu pak tímto směrem uvidíme plochou Kožovou horu s rozhlednou a vpravo za ní vrch Říp. Na severovýchodě spatříme v údolí také nepříliš vzdálený hrad Karlštejn a za dobré dohlednosti daleko v pozadí uvidíme i kopec Bezděz s hradem a ještě více vzadu vpravo můžeme spatřit také Ještěd s televizním vysílačem. Na jihovýchodě se pod námi rozprostírá město Dobříš a na horizontu vystupují vrcholky České Sibiře s nejvyšším vrchem Mezivrata s televizním vysílačem a měřickou věží.
Napravo pak je Jistebnická vrchovina s nejvyšším bodem Javorová skála s vojenskou věží a vpravo s vrchem Kozlov s telekomunikační věží. Na jihu se vlní Písecké hory a za dobré dohlednosti můžeme v pozadí spatřit i malou část pohoří Šumava s dominantní horou Boubín s rozhlednou. Na západě uvidíme hřeben Radče s televizním vysílačem na vrchu Brno a vpravo kopec s hradem Zbiroh. Z věže jsou vidět také některé okolní brdské kopce.

## Rozhledna
Rozhlednu na Studeném vrchu v současné době spravuje občanské sdružení Turisté severních svahů Brd a Sdružení za ekologický rozvoj krajiny. Otevřeno je většinou od dubna do října, a to vždy v sobotu a v neděli.  Vstupné na rozhlednu je dobrovolné. K dispozici je i občerstvení a populární je rovněž možnost opékání buřta. Na rozhledně se pořádá každoročně mnoho různých akcí, například novoroční výšlap, pochod Brdská stezka nebo srazy včelařů z okolí. Výjimkou nejsou ani různé trampské akce.

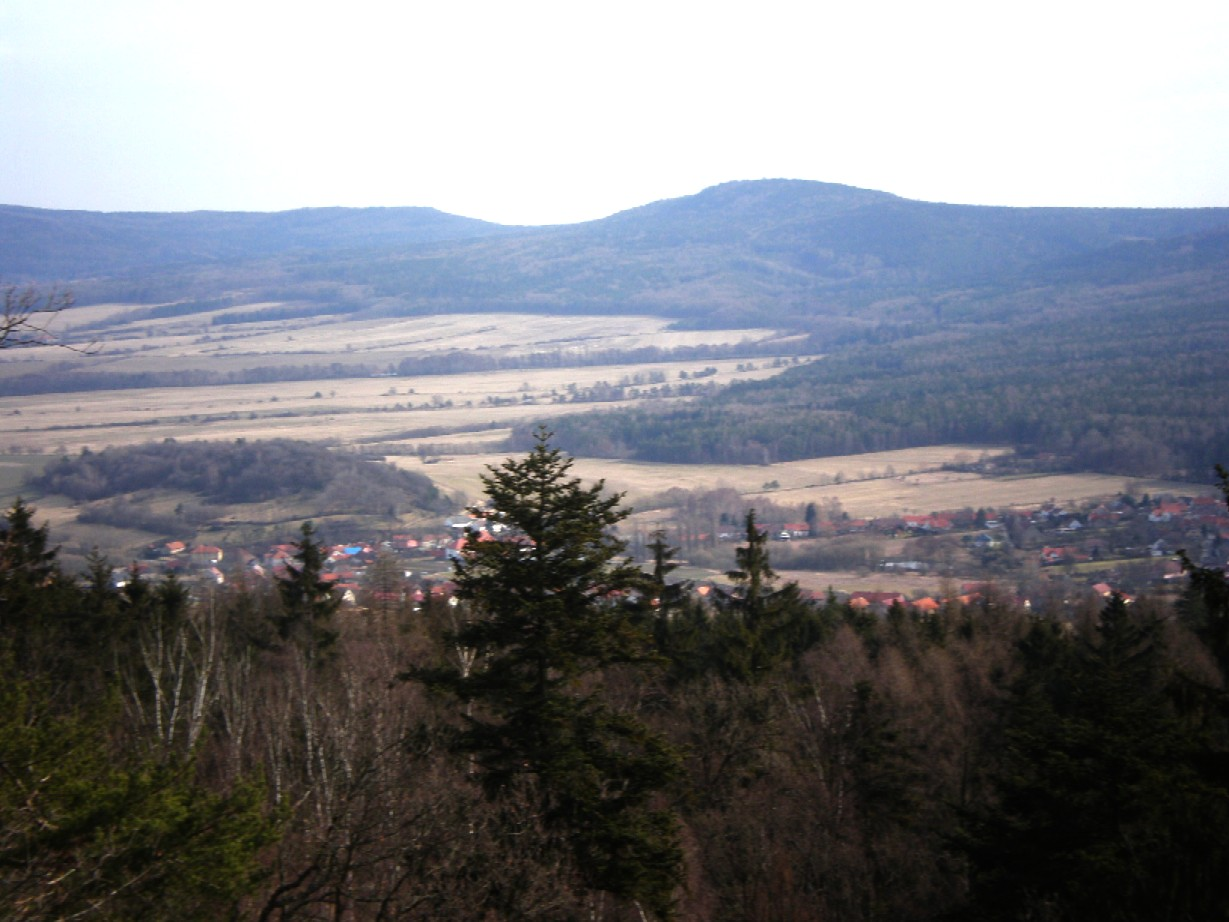
Studený vrch

Rozhledna je v současnosti[kdy?] v poměrně špatném stavu, výstup na ní však není nebezpečný.[zdroj?]
Na rozhlednu se dá dostat po Brdské Hřebenovce, značené červenou barvou. Na rozcestí Pod Studeným vrchem se pak odbočí nahoru. Cestou míjíme osamělé stavení, jde o bývalou hájovnu Baba. V okolí této hájovny se pak dříve nacházely doly na železnou rudu.[zdroj?]
Na výše zmíněnou Hřebenovku se také dostaneme buď z obce Malý Chlumec pod rozhlednou, nebo z druhé strany, například po žluté značce z Dobříše. V místě přechodu červené přes silnici II/114 je zastávka autobusové linky Dobříš – Hořovice. Zde nebo v obci Malý Chlumec se pak dá i zaparkovat.